# Oază

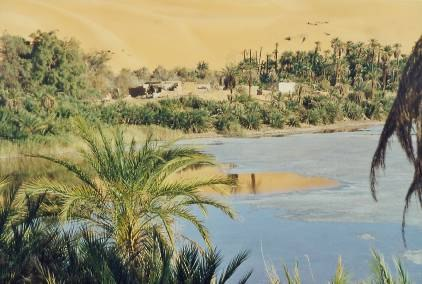
În Deșertul Libian

Oaza este o zonă izolată cu vegetație și apă (izvor, lac, mai rar, râu) în mijlocul unui deșert. 

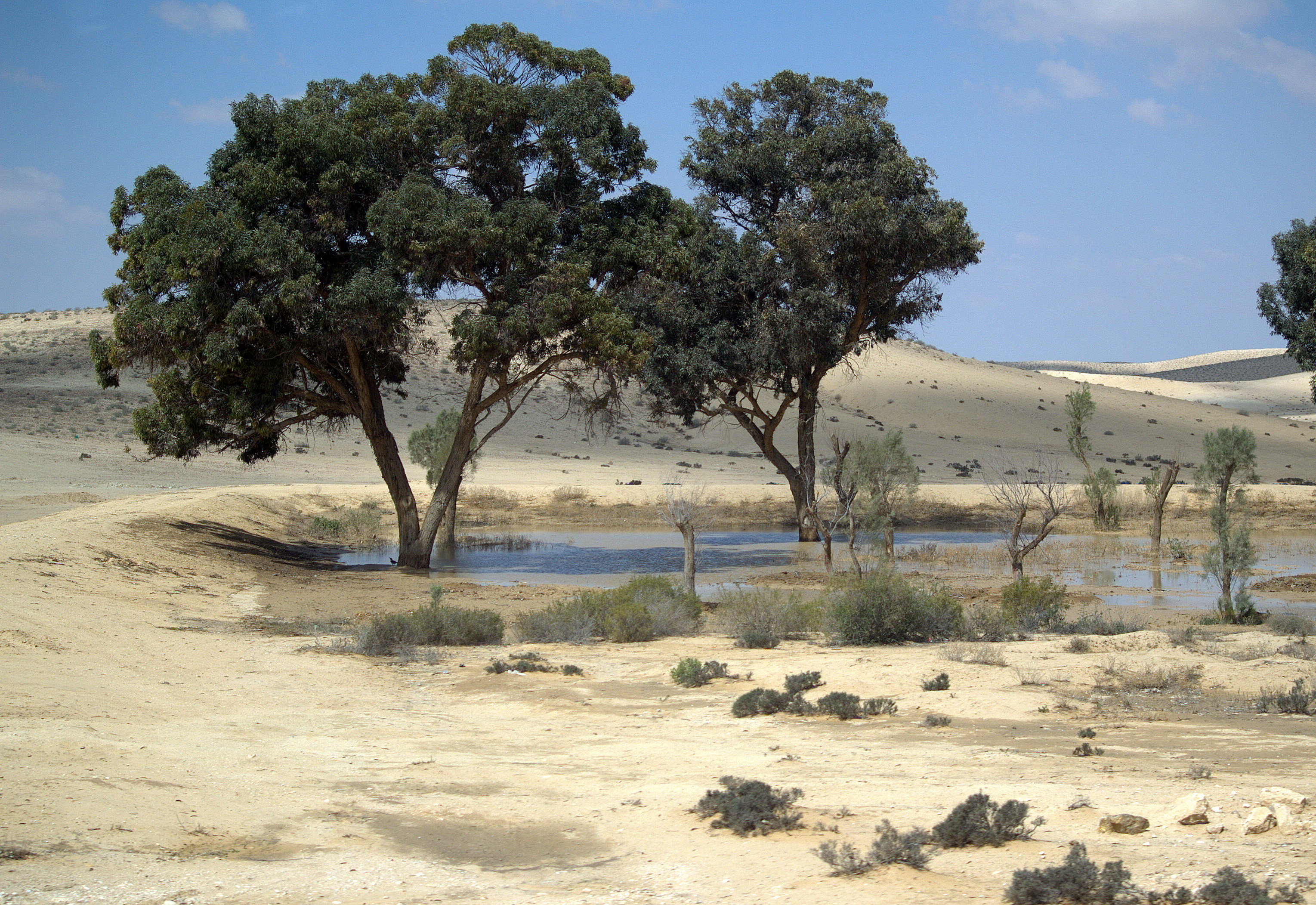
Oază în Deșertul Negev

O oază este de fapt un punct din deșert situat deasupra unei zone în care pânza freatică curge la mică adâncime, rezultând în apariția și prezența izvoarelor permanente. Când plouă în deșert, apa rezultată se acumulează în acvifere subterane situate întotdeauna sub oaze.

## Apariție
În zonele afectate de furtuni puternice, eroziunea provocată de acestea duce la săparea solului nisipos până la expunerea pânzei de ape freatice. Semințele transportate apoi tot de vânt, ajung să încolțească, vegetația crește, sosesc și animalele care găsesc aici apă și hrană, se instaurează deja lanțul trofic din acest mic ecosistem și astfel ia naștere o oază.
Câteodată oazele produse de eroziunea vântului pot fi foarte impresionante, cum este cazul oazei Kharga din Sahara egipteană, care cu lungimea sa de 161 kilometri și lățimea cuprinsă între 19-80 kilometri este cea mai mare oază deșertică din lume.